# Панфиловский район (Жетысуская область)
Панфиловский район (каз. Панфилов ауданы) — административная единица на востоке Жетысуской области Казахстана. Административный центр — город Жаркент.

## География
Территория района составляет 10,6 тыс. км². С восточной стороны, по реке Хоргос, проходит граница района с Китайской Народной Республикой, на юге, по реке Или — с Уйгурским районом Алматинской области, на западе — с Кербулакским районом.
Природный ландшафт района богат и разнообразен. Живописны места Джунгарского Алатау, Уйтас, Ой-Жайляу. В районе имеются термальные источники санаториев «Керим Агаш» и «Жаркент Арасан», лечебные грязи озёр, залежи каменистого угля в Тышканском и Сулубаканском месторождениях, запасы нефти на участке «Кундызды».
По территории района проходит казахстанский отрезок Великого шёлкового пути.

## История
Образован в 1928 году как Джаркентский район в составе Алма-Атинского округа Казакской АССР. С 1932 года в составе Алма-Атинской области. В 1942 году переименован в Панфиловский район.
В 1944 году передан во вновь образованную Талды-Курганскую область Казахской ССР. 27 декабря 1956 года к нему был присоединён Октябрьский район.
С упразднением Талды-Курганской области в 1959 году Панфиловский район возвращён в Алма-Атинскую область.
В 1967—1997 годах повторно находился в составе воссоздававшейся Талды-Курганской области, пока окончательно не вошёл в Алма-Атинскую область.

## Население
Национальный состав (на начало 2019 года):
- казахи — 86 035 чел. (66,59 %)
- уйгуры — 36 745 чел. (28,44 %)
- русские — 4561 чел. (3,53 %)
- дунгане — 697 чел. (0,54 %)
- татары — 397 чел. (0,31 %)
- узбеки — 282 чел. (0,22 %)
- другие — 487 чел. (0,38 %)
- Всего — 129 204 чел. (100,00 %)

## Административное деление
1. Айдарлинский сельский округ
2. Баскунчинский сельский округ
3. Бирликский сельский округ
4. Жаскентский сельский округ
5. Коктальский сельский округ
6. Коныроленский сельский округ
7. Пиджимский сельский округ
8. Сарыбельский сельский округ
9. Талдинский сельский округ
10. Улкенагашский сельский округ
11. Улькеншыганский сельский округ
12. Ушаралский сельский округ
13. Чулакайский сельский округ